# Elisabeth Noelle-Neumann

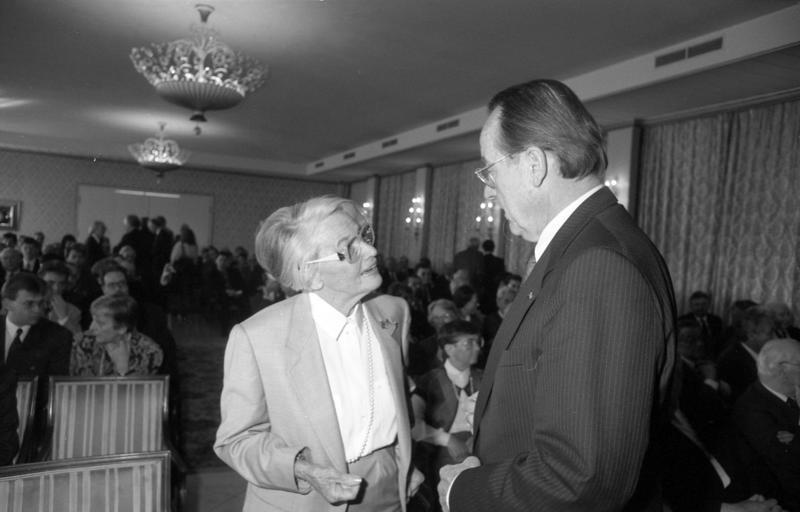
Elisabeth Noelle-Neumann 1991 im Gespräch mit Otto Schlecht, dem Vorsitzenden der Ludwig-Erhard-Stiftung

Elisabeth Noelle-Neumann (* 19. Dezember 1916 in Berlin; † 25. März 2010 in Allensbach, amtlich zuletzt Elisabeth Noelle) war in der Zeit des Nationalsozialismus eine Propagandistin des Nationalsozialismus und nach Kriegsende eine deutsche Kommunikationswissenschaftlerin. Sie arbeitete als Professorin für Kommunikationswissenschaft an der Universität Mainz und war Gründerin des Instituts für Demoskopie (IfD) in Allensbach. Sie gilt als Pionierin der Demoskopie in Deutschland und war Begründerin der Theorie der Schweigespirale.

## Herkunft, Ausbildung, Karriere im Nationalsozialismus
Elisabeth Noelle wurde in Berlin als zweites von vier Kindern des Ehepaares Eva und Ernst Noelle in einer großbürgerlichen Familie geboren. Ihr Vater war promovierter Jurist und gründete die Tobis-Filmgesellschaft. Ihre Großväter waren der Fabrikant Ernst Noelle und der Bildhauer Fritz Schaper.
Nach dem anfänglichen Schulbesuch in Berlin wurde sie von ihren Eltern auf das reformpädagogische Internat Schule Schloss Salem geschickt. Dieses verließ sie nach einem halben Jahr wieder und legte 1935 in Göttingen das Abitur ab. Ihre sprachlichen Qualifikationen in den Fächern Englisch und Französisch wurden mit nicht genügend und genügend beurteilt. Trotzdem erhielt sie zwei Jahre später ein Sprachbefähigungszeugnis, das für ein Auslandsstudium obligatorisch war.

„Ein vergleichsweise kleines Problem war dagegen, daß ich überhaupt kein Englisch konnte, aber nachweisen mußte, daß ich fließend Englisch sprach, wenn ich das Stipendium nach Amerika erhalten wollte. Irgendwie gelang es mir, den Prüfer, er hieß Galinski, davon zu überzeugen, mir eine Bescheinigung auszustellen. Das reichte. Dann wurden meine Papiere nach Amerika geschickt zu der Sorority Kappa Kappa Gamma, einer Art Studentenverbindung für Mädchen.“

Anschließend studierte sie Philosophie, Geschichte, Zeitungswissenschaft und Amerikanistik an der Friedrich-Wilhelms-Universität in Berlin, der Albertina in Königsberg und der University of Missouri in den USA. Als Schülerin und Studentin war sie in NS-Projekten aktiv: Während ihrer Studentenzeit war sie Zellenleiterin in der Arbeitsgemeinschaft Nationalsozialistischer Studentinnen (ANSt), einer Unterorganisation des Nationalsozialistischen Deutschen Studentenbundes. Bei einem Besuch auf dem Obersalzberg begegnete sie Adolf Hitler persönlich. Dies sei „eine der stärksten und merkwürdigsten Erfahrungen“ ihres Lebens gewesen, erklärte sie später. Sie habe vorher „keinerlei Warnung“ empfangen. Diese Begegnung auf dem Obersalzberg war jedoch in Wahrheit kein zufälliges Ereignis, wie aus einem Artikel der nationalsozialistischen Studentenzeitung „Die Bewegung“ hervorgeht. Zu diesem Befund kommt auch Petra Umlauf in ihrer Dissertation Die Studentinnen an der Universität München 1926 bis 1945. Ein Gruppenfoto zeigt eine begeistert und freundlich aussehende Elisabeth Noelle direkt hinter Adolf Hitler.
Im Spätsommer 1937 nahm sie am achttägigen „Lager der deutschen Austauschstudenten und -lehrer“ an der „Führerschule Neustrelitz“ teil. Die für die Ausreise vorgesehenen Personen (80 für die USA) erhielten dort letzte Anweisungen durch den Leiter des DAAD, Wilhelm Burmeister, und einige Vortragsredner, die der nationalsozialistischen Prominenz angehörten. Nur drei Tage nach Beginn des Lagers berichtete die New York Times am 27. August 1937 über die „Führerschule Neustrelitz“ und warnte davor, dass die deutschen Austauschstudenten einen Propagandaauftrag zu erfüllen hätten.
Von September 1937 bis September 1938 verbrachte Noelle als Stipendiatin des DAAD ein Austauschjahr in den USA und lernte dort neueste Demoskopie-Methoden kennen. Ob sie dort Journalismus studierte, ist nicht abschließend geklärt, da sie als registrierter „special student“ vom Medizin-, Jura- und Journalismusstudium formal ausgeschlossen war. Während ihres Studienaufenthaltes an der University of Missouri fiel sie zusammen mit ihrem Kommilitonen Heinrich Häring durch nationalsozialistische Propaganda auf, worüber in US-Zeitungen teils sehr ausführlich berichtet wurde. Laut eigenen Aussagen hielt sie in den USA damals siebzig Vorträge. Über ihre Aktivitäten berichtete der Sonderermittler des Dies Committee, John C. Metcalfe, im US-Repräsentantenhaus.
In einem Brief an Fred von Hoerschelmann äußerte sich Elisabeth Noelle-Neumann zu ihrer Studienzeit an der University of Missouri:

„Dazu kommt eine ständige Hetze gegen mich: ausgestreut durch Zeitungen und durch Deutschenhasser in der Universität: Dass ich eine nationalsozialistische Agentin sei, und dass man sich hüten müsse, mit mir zusammen zu sein oder mir womöglich irgendwas zu glauben. Diese Dinge gehen hinter den Kulissen vor sich und es ist schwierig für mich, sie zu verfolgen.“

Am 6. September 1938 reiste sie aus den USA aus und unternahm eine Weltreise (Japan, China und Vorderer Orient). 1940 wurde sie bei Emil Dovifat in Berlin über Meinungs- und Massenforschung in den USA promoviert. Anschließend absolvierte sie ein Volontariat bei der Deutschen Allgemeinen Zeitung. Ab 1940 schrieb sie für die von Joseph Goebbels herausgegebene NS-Propaganda-Zeitung Das Reich, eine Wochenzeitung, deren Leitartikel häufig von Goebbels verfasst wurden. Einige ihrer Artikel behandelten das Thema Juden und andere „Feinde“ des Hitler-Regimes. Nach ihrer Entlassung bei Das Reich ging sie bis zu deren Einstellung im Sommer 1943 zur Frankfurter Zeitung. Sie war Mitglied in der Arbeitsgemeinschaft nationalsozialistischer Studentinnen, trat aber nicht in die NSDAP ein.

In ihrer Dissertation mit dem Titel Amerikanische Massenbefragungen über Politik und Presse von 1940 (geschrieben mit der Unterstützung des Reichsministeriums für Volksaufklärung und Propaganda) schreibt Noelle-Neumann: „Seit 1933 konzentrieren die Juden, die einen großen Teil von Amerikas geistigem Leben monopolisiert haben, ihre demagogischen Fähigkeiten auf die Deutschlandhetze.“ Die Zeit bestätigte 2010, dass die Dissertation klar antisemitisch gefärbte Aussagen enthält. Goebbels wollte Noelle auf Grund ihrer Arbeiten zur Meinungsforschung in den USA 1942 zu seiner Adjutantin machen. Eine längere Erkrankung hinderte sie jedoch daran, dieses Amt anzutreten. Dem Tagesspiegel beantwortete sie 2005 eine Frage zu diesem Thema: 

„Ich sollte für ihn (d. h. Goebbels) arbeiten. Weil er wollte, dass ich für ihn Umfragen machte. Systematische Umfragen gab es ja bis dahin in Deutschland nicht. Ich wurde im Propagandaministerium von einem Mann, Schirmeister, empfangen, der mir sagte, der Minister möchte, dass Sie für ihn arbeiten. Ich ging nach Hause und fragte mich, was nun? Und was passierte? Ich wurde schwer krank. Damit hatte sich das natürlich erledigt. Fügung.“

Die Limburger Vereinsdruckerei publizierte die Erstauflage von Elisabeth Noelle-Neumanns Dissertation; im selben Jahr erschien bereits eine Zweitauflage im Verlag Moritz Diesterweg unter dem Aufmacher „Meinungs- und Massenforschung in U.S.A. Umfragen über Politik und Presse“. Die Verfasserin teilte der Öffentlichkeit später mit, einen ersten Konflikt mit Goebbels’ Propagandaministerium gehabt zu haben, da man dort inhaltliche Änderungen gefordert habe, ohne die eine Zweitauflage nicht hätte erscheinen können. Sie habe dieser Forderung nicht zugestimmt, weshalb eine Zweitauflage unterblieben sei.
Noch 1997 beabsichtigte Elisabeth Noelle-Neumann ihre Dissertation aus dem Jahre 1940 neu aufzulegen, um damit auf „Identität zerstörende Kampagnen“ gegen sie zu reagieren. Diese Absichtserklärung erfolgte, nachdem ihr während eines Disputs mit dem US-amerikanischen Akademiker Christopher Simpson ein „inszenierter Rachefeldzug“ vorgeworfen worden war.
1946 heiratete sie den Journalisten und CDU-Politiker Erich Peter Neumann, den sie noch aus ihrer damaligen Arbeitsstelle bei Das Reich kannte, wo er während der NS-Zeit Artikel redigiert hatte. Im Spiegel-Artikel vom 15. Dezember 1965 steht dazu: „Mit ‚Reich‘-Redakteur und Ehemann Erich Peter Neumann gründete sie 1946 die ‚Gesellschaft zum Studium der öffentlichen Meinung‘ (Jahresumsatz heute: zwei bis drei Millionen Mark) und durchforschte fortan die politischen Ansichten und Konsumgewohnheiten der bundesdeutschen Öffentlichkeit.“ Noelle-Neumanns erster Ehemann starb 1973. 1979 heiratete sie den Kernphysiker Heinz Maier-Leibnitz und trug den Namen Noelle-Neumann-Maier-Leibnitz. Nach dessen Tod im Jahre 2000 nahm sie ihren Geburtsnamen Elisabeth Noelle wieder an, publizierte aber weiter unter dem Namen Noelle-Neumann.

## Karriere nach 1945

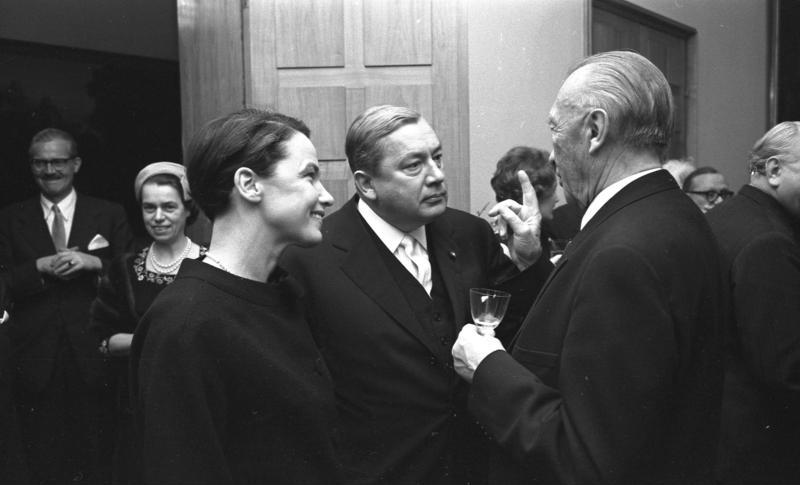
Elisabeth Noelle-Neumann mit Konrad Adenauer am Rande einer Sitzung der CDU/CSU-Bundestagsfraktion (1962)

Im Laufe des Jahres 1946 zog Elisabeth Noelle-Neumann von Tübingen nach Allensbach um. Dort führte sie im Auftrag von Bernard Lahy, der auf der Insel Reichenau das Institut für psychologische und soziometrische Forschungen leitete, Umfragen durch; dieses Institut befand sich unter der Kontrolle der Sûreté nationale.
Erich Peter Neumann war 1947 als Informant des War Department tätig, sein Führungsoffizier war der deutsch-jüdische Offizier der US-Besatzungsstreitkräfte, Sig Hoxter alias Siegfried Höxter. Das Ehepaar Noelle-Neumann lernte Siegfried Höxter durch Vermittlung von Carl Zuckmayer kennen, der während seines Exils in den USA für den OSS tätig war.
Frederick W. Williams, der von 1945 bis 1948 die Umfrageaktivitäten der US-Besatzungsbehörden in West-Deutschland leitete, berichtete 1991, dass sich Elisabeth Noelle-Neumann im Frühjahr 1946 in seinem Büro in Bad Homburg vorstellte und sich bei ihm um eine Stelle bewarb. Sie wurde vom CIC arrestiert, da sie im illegalen Besitz von britischen Dokumenten war, die als „geheim“ klassifiziert waren.
Am 16. Juni 1948 gründete Noelle-Neumann gemeinsam mit ihrem Mann Erich Peter Neumann das Institut für Demoskopie Allensbach als erstes deutsches Meinungsforschungsinstitut. Die zuständigen OMGUS-Behörden diskutierten noch bis Ende 1949 über die Schließung des Instituts, u. a. wegen „Nazi-politischen Tendenzen“. 1950 reiste Oscar W. Riegel im Auftrag des Department of State nach Westdeutschland, um die dortigen Umfrageinstitute, die nach 1945 gegründet wurden, zu inspizieren. In der Schlussfolgerung seines umfangreichen Berichts erwähnt er die amerikanische Politik, Deutsche im Kalten Krieg gegen die Sowjetunion zu engagieren. In diesem Zusammenhang wird Noelle-Neumann als „Selfmade“-Persönlichkeit beschrieben, was sich für die Meinungsforschung in Deutschland als gesund erweisen könne, sich jedoch für den amerikanischen Einfluss auf die deutsche Meinungsforschung nicht als förderlich erweisen dürfte:

“American policy, realistically speaking, has made the whole issue somewhat obsolete, as the present program is no longer interested in punishing Nazis but in enlisting Germans in the cold war against the Soviet Union. From the point of view of the architects of the present policy, Noelle-Neumann should be worth cultivating.
The doubts regarding Noelle-Neumann’s political past have had this practical result: She was not cleared for an exchange fellowship sponsored by Reactions Analysis (HICOG) to study American polling techniques. The situation is somewhat ironical, that one of the leading German pollers, who has a good chance of dominating the field, is given no American assistance and practically no American attention. She is, in a fairly complete sense, selfmade, having developed whatever skill she possesses by trial and error and from books. This may be healthy for German public opinion research, in the long view, but it does not seem particularly favorable for an enlargement of American influence or example in the field of German polling.”

1951 war das Institut für Demoskopie durch Steuerschulden derart hoch verschuldet, dass die Insolvenz unausweichlich schien. In dieser Situation arbeitete der spätere Konstanzer Oberbürgermeister Bruno Helmle einen Sanierungsplan aus, wonach die Hälfte der Steuerrückstände in einem Zeitraum von fünf Jahren zu begleichen seien. Außerdem setzte er gegenüber der Freiburger Landesbehörde durch, dass die andere Hälfte der Rückstände erlassen wurde.
1963 geriet das Umfrageinstitut EMNID in den Verdacht, deutsche Geheimdienstoperationen aktiv zu unterstützen, die für US-Interessen im Nahen Osten eine potenzielle Gefahr darstellten. Die CIA untersuchte diesen Fall im Frühsommer und richtete hierzu eine indirekte Anfrage an das Institut für Demoskopie Allensbach, um die wahre Rolle von EMNID zu ermitteln. Kurz darauf, im Herbst 1963, wurde Elisabeth Noelle-Neumann mit sechs weiteren Personen in das Beratungsgremium des Roper-Center gewählt.
Unter ihrer Leitung entwickelte sich das Institut zu einem Begriff für Wirtschaft, Politik und Publizistik – vor allem durch die in Deutschland neue Methode der Repräsentativumfragen. Im Unterschied zu anderen Umfrageinstituten verwendete man vorwiegend das Quotenverfahren, was aktuellere und schnellere Umfragen ermöglichte. Seit 1989 teilte sich Noelle-Neumann die Leitung des IfD mit der Diplom-Volkswirtin Renate Köcher.
Von 1961 bis 1964 war Noelle-Neumann wissenschaftliche Mitarbeiterin an der Freien Universität Berlin. 1964 wurde sie mit Unterstützung von Helmut Kohl als Professorin an die Universität Mainz berufen, wo sie das Institut für Publizistik aufbaute, das sie bis zu ihrer Emeritierung 1983 als Direktorin leitete.
Von 1968 bis 1970 war sie Vorsitzende der Deutschen Gesellschaft für Publizistik- und Kommunikationswissenschaft, von 1978 bis 1980 Präsidentin der World Association for Public Opinion Research (WAPOR), und von 1980 bis 1991 Kuratoriumsmitglied der Studienstiftung des deutschen Volkes. 1978 bis 1991 las sie als Gastprofessorin an der Universität von Chicago und 1993/94 auf der Eric-Voegelin-Gastprofessur an der Universität München. Seit 1989 war sie Mitherausgeberin des International Journal of Public Opinion Research (IJPOR), das von der WAPOR herausgegeben wird.
Zu ihren Schülern gehören Wolfgang Donsbach, Hans Mathias Kepplinger, Klaus Schönbach, Winfried Schulz und Jürgen Wilke.

## Wissenschaftliche Arbeit
In der wissenschaftlichen Arbeit wurde Noelle-Neumann vor allem durch die Theorie der Schweigespirale (1980) bekannt: Die Vertreter der jeweils vermeintlich herrschenden Meinung verträten diese offensiv; die Vertreter der vermeintlichen Minderheitsmeinung verstummten umso mehr, je mehr sie sich in der Minderheit glaubten. Verkürzt beschrieben, beobachtet der Mensch als „soziale Haut“ mit einem „quasi-statistischen Wahrnehmungsorgan“ die politische Meinungsverteilung, um sich dann auf die Seite der Sieger zu schlagen.
Das Konzept der Schweigespirale reserviert die Möglichkeit, die gesellschaftlich vorherrschende Meinung zu ändern, dem, der Isolationsfurcht nicht kennt oder sie überwindet. Ihre Theorie der öffentlichen Meinung wurde auch international breit rezipiert. Bis heute ist das Buch über die Schweigespirale in über zwei Dutzend Sprachen übersetzt worden. Allerdings wurde – vor allem in Deutschland – Noelle-Neumanns Theorem hauptsächlich wegen mangelnder empirischer Fundierung kontrovers diskutiert.
Kritisch vorgehalten wurden Noelle-Neumann einige antisemitische Passagen aus ihrer Doktorarbeit von 1940. In den 1970er, 1980er und 1990er Jahren kam es wiederholt zu Kontroversen über ihr Wirken in der NS-Zeit.
Wahlbeeinflussung gehörte ebenfalls zu den wiederholt lautwerdenden Vorwürfen an Noelle-Neumann. Sie wurde mehrfach als „Haus-Demoskopin“ der CDU bezeichnet. Sie stritt entsprechende Vorwürfe stets ab.

## Sonstiges
„Pythia vom Bodensee“ gilt als Spitzname Elisabeth Noelle-Neumanns; die Umfrage-Forscherin hat die Bedeutung der Intuition auch in der Wissenschaft nie gering geschätzt. Noelle-Neumann hat sich in der Folge auch als Pythia in Delphi für die FAZ-Anzeigenkampagne Dahinter steckt immer ein kluger Kopf fotografieren lassen.
Die Gemeinde Allensbach und die Bezirkssparkasse Reichenau stifteten zum 90. Geburtstag von Elisabeth Noelle-Neumann 2006 den Prof.-Dr.-Elisabeth-Noelle-Preis. Er ist mit 5.000 Euro dotiert und wird alle drei Jahre an Nachwuchswissenschaftler der Universität Konstanz vergeben in Anerkennung herausragender Leistungen auf dem Gebiet der Sozialwissenschaften.
Nach dem Vorbild Noelle-Neumanns beschrieb Uwe Timm in seinem Roman Vogelweide eine bloß „die Norne“ genannte Meinungsforscherin, die das Begehren berechenbar machen will.
Elisabeth Noelle-Neumann war eine enge Freundin der Soziologin und Journalistin Imogen Seger, die sie 1935 während des Frauenarbeitsdiensts kennengelernt hatte.

## Auseinandersetzung mit Leo Bogart und John Mearsheimer
Die US-Zeitung North Adams Transcript berichtete 1966 über ein Zusammentreffen von Elisabeth Noelle-Neumann und Leo Bogart in dem damals in der Umfrageforschung führenden Roper-Center. Noch im selben Jahr veröffentlichte der Soziologe Leo Bogart in der Fachzeitschrift Polls den Artikel Is there a World Opinion?, in dem er aus Noelle-Neumanns Dissertation aus dem Jahre 1940 zitierte und dabei aufzuzeigen versuchte, wie Noelle-Neumann Umfrageforschung im deutschen Nationalsozialismus und in Demokratien begriffen und bewertet hatte. Drei Jahre später rechtfertigte Noelle-Neumann in einem persönlichen Brief an Bogart ihren Werdegang im Nationalsozialismus.
Für die folgenden Jahre sind keine weiteren Konflikte zwischen Noelle-Neumann und Leo Bogart zu ermitteln. Doch aus dem oben erwähnten Brief geht hervor, dass sich die „American Association for Public Opinion Research“ geweigert haben musste, weiter mit ihr zusammenzuarbeiten, sollte sie keine „zufriedenstellende Stellungnahme“ über ihre Tätigkeit im Nationalsozialismus abgeben können. Aus bislang unbekannten Gründen brach Leo Bogart mit seinem Artikel „The Pollster & the Nazis“ in der Zeitschrift Commentary im August 1991 einen international wahrnehmbaren Streit um die Person Elisabeth Noelle-Neumann vom Zaun, über den auch die New York Times ausführlich berichtete.

In ihrer Autobiographie schrieb Noelle-Neumann, dass sie Leo Bogart nur dem Namen nach kannte: 

„Ich selbst sah mich mehrmals solchen Kampagnen ausgesetzt, allerdings praktisch ausschließlich in den Vereinigten Staaten. In besonderer Weise verfolgte mich ein Journalismusprofessor namens Leo Bogart, der mich aus Gründen, die ich nie verstand, offensichtlich abgrundtief hasste.’“

Mitte Oktober 1991 geriet Noelle-Neumann an der University of Chicago in eine scharfe Kontroverse mit dem Fakultätsleiter John Mearsheimer um den Artikel The Pollster & the Nazis von Leo Bogart über ihre Verstrickungen in der Zeit des Nationalsozialismus als Autorin und Herausgeberin der Zeitung Das Reich. Noelle-Neumann hielt es für unangemessen, aus heutiger Sicht Artikel losgelöst von ihrer Entstehungszeit zu beurteilen.

Nach einem Gespräch mit ihr erklärte Mearsheimer öffentlich: 

„Ich glaube, dass Noelle-Neumann eine Antisemitin war.“

 In einer Kampagne unter seiner Leitung wurde sie aufgefordert, sich zu entschuldigen. Mit anderen Angehörigen der Fakultät beantwortete Mearsheimer Noelle-Neumanns Rechtfertigungsversuch. Sie habe rhetorische Unterstützung für den Ausschluss der Juden aus der Gesellschaft gegeben, ihre Worte hätten geholfen, das Schändliche ehrenhaft erscheinen zu lassen, das Unsittliche sittlich, das Unzivilisierte zivilisiert und das Undenkbare denkbar. Mearsheimer schrieb: 

„Mit dem heutigen Wissen über den Holocaust gibt es für sie keinen Grund, sich nicht zu entschuldigen. Es ist nicht unsinnig, jemanden zu bitten, sich zu entschuldigen, der einen Beitrag zum größten Verbrechen des 20. Jahrhunderts geleistet hat.“

## Veröffentlichungen (Auswahl)
- Öffentlichkeit als Bedrohung. Beiträge zur empirischen Kommunikationsforschung. Karl Alber, Freiburg/München 1977, ISBN 3-495-47352-1.
- mit Burkhard Strümpel: Macht Arbeit krank? Macht Arbeit glücklich? Eine aktuelle Kontroverse. Piper, München/Zürich 1984, ISBN 3-492-02897-7.
- Öffentliche Meinung. Die Entdeckung der Schweigespirale. Ullstein, Frankfurt/Berlin 1989, ISBN 3-550-06427-6.
- Die Schweigespirale. Öffentliche Meinung – unsere soziale Haut. 6. Auflage. Langen Müller, München 2001, ISBN 3-7844-2835-5.
- Die Erinnerungen. Herbig, München 2006, ISBN 3-7766-2485-X.

Herausgeberschaft
- mit Hans Mathias Kepplinger und Winfried Schulz: Alber-Broschur Kommunikation. 20 Bände, Karl Alber, Freiburg/München 1975–1995.
- mit Winfried Schulz und Jürgen Wilke: Fischer Lexikon Publizistik Massenkommunikation. 5., aktualisierte, vollständig überarbeitete und ergänzte Auflage. Fischer Taschenbuch, Frankfurt am Main 2009, ISBN 978-3-596-18192-6; darin Autorin der Artikel:
  - mit Thomas Petersen: Methoden der Publizistik- und Kommunikationswissenschaft. S. 291–328.
  - Öffentliche Meinung. S. 427–442.

## Ehrungen
- 1976: Großes Bundesverdienstkreuz
- 1977: Ehrenbürgerin der Gemeinde Allensbach
- 1978: Ehrendoktorwürde der Wirtschafts-, Rechts- und Sozialwissenschaften der Hochschule St. Gallen
- 1978: Alexander-Rüstow-Plakette
- 1987: Viktor Mataja Medaille
- 1990: Verdienstmedaille des Landes Baden-Württemberg[64]
- 1990: Helen Dinerman Award der World Association for Public Opinion Research
- 1997: Margret-Boveri-Preis für wissenschaftliche Publizistik
- 1999: Hanns Martin Schleyer-Preis
- 2003: Siemens Life-Award
- 2005: Ehrenpreis der deutschen Marktforschung (BVM)
- 2006: Gerhard-Löwenthal-Ehrenpreis für Publizistik